# دينيس مورغان
دينيس مورغان (بالإنجليزية: Dennis Morgan)‏ (و. 1908 – 1994 م) هو ممثل، ومغني، من الولايات المتحدة الأمريكية، ولد في برينتيس، توفي في فريسنو، كاليفورنيا، عن عمر يناهز 86 عاماً.

## وصلات خارجية
- دينيس مورغان على موقع IMDb (الإنجليزية)
- دينيس مورغان على موقع الموسوعة البريطانية (الإنجليزية)
- دينيس مورغان على موقع ألو سيني (الفرنسية)
- دينيس مورغان على موقع ميوزك برينز (الإنجليزية)
- دينيس مورغان على موقع أول موفي (الإنجليزية)
- دينيس مورغان على موقع قاعدة بيانات الأفلام السويدية (السويدية)
- دينيس مورغان على موقع إن إن دي بي (الإنجليزية)
- دينيس مورغان على موقع ديسكوغز (الإنجليزية)
- دينيس مورغان على موقع قاعدة بيانات الفيلم (الإنجليزية)
- دينيس مورغان على موقع كينوبويسك (الروسية)